# Mercado regulamentado
Define-se como "Mercado Regulamentado" ou "Mercado Regulamentado" um procedimento financeiro, gerido por um operador de mercado, efetuado a partir de regras pré-estabelecidas entre ambas as partes do acordo - o comprador e o vendedor - e que aconteça com uma frequência regular.
A principal função de tal operação é, resumidamente, facilitar - ou simplesmente apenas permitir - uma união multilateral de interesses financeiros ao prever todas as determinações do sistema de compra de tal mercadoria, assim diminuindo a variância de possíveis desfechos e garantindo estabilidade aos envolvidos no processo. 
Número de membros envolvidos, valores finais, logística de negociação são alguns exemplos de tópicos que podem ser previamente acordados entre duas partes na execução de um Mercado Regulamentado.
A Comissão de Valores Mobiliários (CVM) e o Conselho Monetário Nacional (CMN) são dois dos principais e mais operantes órgãos de regulamentação no Brasil.